# One Love/People Get Ready
One Love/People Get Ready is een nummer van de Jamaicaanse band Bob Marley & The Wailers. Het nummer werd uitgebracht op hun album Exodus uit 1977. Het nummer werd tweemaal uitgebracht op single: voor de eerste keer in 1977 als de vierde en laatste single van het album en voor de tweede keer op 16 april 1984 ter promotie van het compilatiealbum Legend.

## Achtergrond
One Love/People Get Ready is geschreven door zanger en gitarist Bob Marley en bevat elementen uit het nummer People Get Ready van Curtis Mayfield. Het nummer werd in 1965 voor het eerst opgenomen in een ska-arrangement door de oorspronkelijke groep van Marley, The Wailers, en werd dat jaar uitgebracht als single. In 1966 verscheen deze versie op het eerste compilatiealbum van de band, The Wailing Wailers. In 1970 werd het nummer opnieuw opgenomen als onderdeel van de medley All in One, bestaande uit reggae-uitvoeringen van oude ska-nummers van de groep. Deze versie verscheen in 1973 op het compilatiealbum African Herbsman.
De oorspronkelijke opname van One Love/People Get Ready bevat enkel Marley als schrijver, aangezien de auteursrechten voor Jamaicaanse opnamen op dat moment nog niet verplicht waren. Toen de groep het nummer in 1977 op het album Exodus zette, werd de naam van Mayfield wel toegevoegd als schrijver, aangezien platenmaatschappij Island problemen met auteursrechten wilde voorkomen. De versie van het nummer zoals deze op Exodus verscheen is de bekendste versie van het nummer en werd oorspronkelijk in 1977 als single uitgebracht, echter zonder succes. Op 16 april 1984 werd het nummer opnieuw uitgebracht als single ter promotie van het compilatiealbum Legend, dat drie jaar na het overlijden van Marley verscheen. Ditmaal werd het wél een succes en bereikte de plaat in het Verenigd Koninkrijk de 5e positie in de UK Singles Chart en werd het een nummer 1-hit in Nieuw-Zeeland.
In Nederland werd de plaat veel gedraaid op Hilversum 3 en werd een hit in de destijds drie landelijke hitlijsten op de nationale publieke popzender. De plaat bereikte de 2e positie in zowel de Nederlandse Top 40 als de TROS Top 50 en de 3e positie in de Nationale Hitparade. In de Europese hitlijst op Hilversum 3, de TROS Europarade, werd de 14e positie bereikt.
In België bereikte de plaat de 4e positie in de voorloper van de Vlaamse Ultratop 50 en de 6e positie in de Vlaamse  Radio 2 Top 30. In Wallonië werd géén notering behaald.
One Love/People Get Ready is gebruikt in veel verschillende soorten media. Sinds 1994 wordt de plaat gebruikt in televisiereclames ter promotie van het toerisme in Jamaica. In 2003 is de film One Love, met Marleys zoon Ky-Mani in de hoofdrol, naar de plaat vernoemd. In 2007 nam Stephen, een andere zoon van Marley, het nummer op met Virgin-eigenaar Richard Branson ter promotie van diens Virgin Atlantic Airways-vluchten naar Jamaica. In 2008 is de plaat te horen op de radio in de film Marley & Me. In 2010 nam Antonio Banderas het nummer op voor de film Shrek Forever After. Datzelfde jaar werd het door Mark Salling en Kevin McHale gezongen in het televisieprogramma Glee.
Sinds de editie van december 2006 staat de plaat genoteerd in de jaarlijkse NPO Radio 2 Top 2000 van de Nederlandse publieke radiozender NPO Radio 2, met als hoogste notering tot nu toe een 820e positie in 2012.

## Hitnoteringen

### Nederlandse Top 40
| Hitnotering: 19-05-1984 t/m 11-08-1984 | Hitnotering: 19-05-1984 t/m 11-08-1984 | Hitnotering: 19-05-1984 t/m 11-08-1984 | Hitnotering: 19-05-1984 t/m 11-08-1984 | Hitnotering: 19-05-1984 t/m 11-08-1984 | Hitnotering: 19-05-1984 t/m 11-08-1984 | Hitnotering: 19-05-1984 t/m 11-08-1984 | Hitnotering: 19-05-1984 t/m 11-08-1984 | Hitnotering: 19-05-1984 t/m 11-08-1984 | Hitnotering: 19-05-1984 t/m 11-08-1984 | Hitnotering: 19-05-1984 t/m 11-08-1984 | Hitnotering: 19-05-1984 t/m 11-08-1984 | Hitnotering: 19-05-1984 t/m 11-08-1984 | Hitnotering: 19-05-1984 t/m 11-08-1984 | Hitnotering: 19-05-1984 t/m 11-08-1984 |
| Week                                   | 1                                      | 2                                      | 3                                      | 4                                      | 5                                      | 6                                      | 7                                      | 8                                      | 9                                      | 10                                     | 11                                     | 12                                     | 13                                     |                                        |
| -------------------------------------- | -------------------------------------- | -------------------------------------- | -------------------------------------- | -------------------------------------- | -------------------------------------- | -------------------------------------- | -------------------------------------- | -------------------------------------- | -------------------------------------- | -------------------------------------- | -------------------------------------- | -------------------------------------- | -------------------------------------- | -------------------------------------- |
| Positie                                | 27                                     | 14                                     | 8                                      | 5                                      | 4                                      | 2                                      | 2                                      | 3                                      | 5                                      | 10                                     | 17                                     | 29                                     | 40                                     | uit                                    |

### Nationale Hitparade
| Hitnotering: 19-05-1984 t/m 18-08-1984 | Hitnotering: 19-05-1984 t/m 18-08-1984 | Hitnotering: 19-05-1984 t/m 18-08-1984 | Hitnotering: 19-05-1984 t/m 18-08-1984 | Hitnotering: 19-05-1984 t/m 18-08-1984 | Hitnotering: 19-05-1984 t/m 18-08-1984 | Hitnotering: 19-05-1984 t/m 18-08-1984 | Hitnotering: 19-05-1984 t/m 18-08-1984 | Hitnotering: 19-05-1984 t/m 18-08-1984 | Hitnotering: 19-05-1984 t/m 18-08-1984 | Hitnotering: 19-05-1984 t/m 18-08-1984 | Hitnotering: 19-05-1984 t/m 18-08-1984 | Hitnotering: 19-05-1984 t/m 18-08-1984 | Hitnotering: 19-05-1984 t/m 18-08-1984 | Hitnotering: 19-05-1984 t/m 18-08-1984 | Hitnotering: 19-05-1984 t/m 18-08-1984 |
| Week                                   | 1                                      | 2                                      | 3                                      | 4                                      | 5                                      | 6                                      | 7                                      | 8                                      | 9                                      | 10                                     | 11                                     | 12                                     | 13                                     | 14                                     |                                        |
| -------------------------------------- | -------------------------------------- | -------------------------------------- | -------------------------------------- | -------------------------------------- | -------------------------------------- | -------------------------------------- | -------------------------------------- | -------------------------------------- | -------------------------------------- | -------------------------------------- | -------------------------------------- | -------------------------------------- | -------------------------------------- | -------------------------------------- | -------------------------------------- |
| Positie                                | 45                                     | 7                                      | 6                                      | 3                                      | 3                                      | 3                                      | 3                                      | 4                                      | 10                                     | 9                                      | 15                                     | 23                                     | 27                                     | 43                                     | uit                                    |

### TROS Top 50
Hitnotering: 10-05-1984 t/m 09-08-1984. Hoogste notering: #2 (4 weken).

### TROS Europarade
Hitnotering: 27-05-1984 t/m 17-06-1984. Hoogste notering: #14 (1 week).

### NPO Radio 2 Top 2000
| Nummer met noteringen in de NPO Radio 2 Top 2000 | '06  | '07  | '08  | '09  | '10  | '11 | '12 | '13  | '14  | '15  | '16  | '17  | '18  | '19  | '20  | '21  | '22  | '23  |
| ------------------------------------------------ | ---- | ---- | ---- | ---- | ---- | --- | --- | ---- | ---- | ---- | ---- | ---- | ---- | ---- | ---- | ---- | ---- | ---- |
| One Love/People Get Ready                        | 1400 | 1154 | 1863 | 1172 | 1223 | 825 | 820 | 1117 | 1398 | 1200 | 1531 | 1628 | 1318 | 1369 | 1238 | 1520 | 1819 | 1884 |

1. ↑  Een vetgedrukt getal geeft de hoogste notering aan.
2. ↑  2006 was het eerste jaar met een notering voor dit nummer.
3. ↑  Deze tabel is bijgewerkt tot en met de laatste editie (2024).

Bob Marley · Junior Braithwaite · Beverley Kelso · Bunny Wailer · Peter Tosh · Cherry Smith · Constantine "Vision" Walker · Earl "Chinna" Smith · Aston Barrett · Joe Higgs · Earl Lindo · Carlton Barrett · Al Anderson · Alvin Patterson · Junior Marvin · Donald Kinsey · Tyrone Downie · I Threes (Rita Marley · Marcia Griffiths · Judy Mowatt)